# Вилькот, Кирилл Григорьевич
Кири́лл Григо́рьевич Вилько́т (1914—2000) — советский работник промышленности, строитель-экскаваторщик, Герой Социалистического Труда (1961).

## Биография
Родился 1 мая 1914 года в деревне Клыни Вилейского уезда Виленской губернии, ныне Виленского района Минской области Республики Беларусь, в крестьянской семье. Белорус.
После 1920 года эта территория отошла к Польше. В школе Кирилл не учился, батрачил на польского пана. Осенью 1930 года перешел границу с СССР и жил в Белорусской ССР, где находились два его старших брата — один работал в милиции в Минске, другой был председателем колхоза. Вилькот работал сначала в совхозе конюхом. Затем, окончив курсы ликбеза и трактористов в Гомеле, работал трактористом в одном из совхозов Минской области.
В 1937 году, как и братья, был репрессирован, обвинялся как польский шпион, получил 10 лет ИТЛ. Наказание Вилькот отбывал в Магаданской области, трудился на золотых приисках. Здесь в 1942 году окончил курсы экскаваторщиков и работал машинистом карьерного экскаватора. Работая на экскаваторе «Э-1003», добился высоких показателей в работе. В 1950 году возглавил бригаду экскаваторщиков на прииске «Бурхала» (Ягоднинский район Магаданской области). В 1956 году его бригада выдала более 200 тыс. кубометров грунта. В этом же году Кирилл Григорьевич был реабилитирован.
Продолжил работу в Магаданской области. Совершенствуя методы работы, передавал свой опыт другим машинистам. О своём опыте работы написал брошюру «Мой опыт работы на экскаваторе» (Магадан, 1956). В 1963 году уехал с Севера в Пермскую область, где продолжил работать экскаваторщиком, стал бригадиром экскаваторщиков СМУ-1 треста «Спецстрой».
Кроме производственной, занимался общественной деятельностью, стал членом КПСС, избирался делегатом VI Магаданской областной партийной конференции, XXII съезда партии и XIII съезда профсоюзов СССР.
После выхода в 1974 году на пенсию — переехал на родину в Белорусскую ССР. Жил в городе Речица Гомельской области (ныне Республика Беларусь), где умер 5 марта 2000 года.

## Награды
- Указом Президиума Верховного Совета СССР от 9 июня 1961 года за выдающиеся успехи, достигнутые в деле развития цветной металлургии, Вилькоту Кириллу Григорьевичу было присвоено звание Героя Социалистического Труда с вручением ордена Ленина и золотой медали «Серп и Молот».[3]
- Также был награжден медалями, среди которых «За трудовую доблесть» (1960).